# Apocynum cannabinum
Apocynum cannabinum är en oleanderväxtart som beskrevs av Carl von Linné. Apocynum cannabinum ingår i släktet Apocynum och familjen oleanderväxter. Inga underarter finns listade i Catalogue of Life.